# Alessandro Papotto
Alessandro Papotto (Roma, 17 novembre 1973) è un compositore, arrangiatore e flautista italiano.
Appartiene alla scena del rock progressivo in Italia per la sua collaborazione con il Banco del Mutuo Soccorso e per essere il membro fondatore della band Periferia del Mondo. Compositore di musica classica, jazz, rock e colonne sonore.

## Biografia
Si avvicina alla musica all'età di sei anni e si diploma giovanissimo in Clarinetto presso il Conservatorio Ottorino Respighi di Latina. Consegue il Diploma di Composizione con il massimo dei voti presso il Conservatorio Santa Cecilia di Roma dove ottiene anche i Diplomi di Musica da Camera e di Jazz, frequenta i Master di Composizione Musicale per il Cinema, il Teatro e il Jazz con Nicola Piovani, Enrico Pieranunzi e Giorgio Battistelli, e infine ottiene la Laurea Specialistica con 110 e Lode in Discipline Musicali Jazz studiando con Bruno Tommaso e Paolo Damiani. Nel frattempo lavora come clarinettista e sassofonista in varie orchestre sinfoniche e big band romane collaborando tra gli altri con Renato Serio, Paolo Damiani, Eugenio Colombo, e Alfredo Santoloci. Dirige la Santa Cecilia Jazz Orchestra nell'esecuzione di sue composizioni e scrive brani originali e arrangiamenti per l'Orchestra Giovanile di Montemario.
Nel 1994 fonda la band di rock progressivo Periferia del Mondo, in cui ricopre il ruolo di compositore, autore, cantante e sassofonista. Con questa band registra quattro dischi in studio, e tre pubblicazioni dal vivo tra cui l'esibizione al Festival "Gouveia Art Rock" registrato nel 2004 in Portogallo, e l'esibizione al "Prog Exhibition", Festival svoltosi a Roma nel 2010 per il quarantennale della musica progressiva in Italia.
Nel 1999 entra a far parte del Banco del Mutuo Soccorso in qualità di polistrumentista (sassofoni, clarinetti, flauti, percussioni e cori). Con questa band partecipa alla pubblicazione di sei dischi di cui alcuni per la Sony Music come No palco (2003), 40 Anni (2012), Darwin! Live (2013) e "Un'idea che non puoi fermare" (2014). Inoltre partecipa ai tour della band in Italia, Europa, Canada, Stati Uniti, Messico, Panama, Brasile e Giappone.
Come solista inizia a lavorare nel mondo delle colonne sonore per il cinema e la televisione dando il suo contributo nella serie televisiva "La Omicidi" (2004), e nei film di Paolo Virzì Caterina va in città (2003), La prima cosa bella (2010), e La pazza gioia (2016) collaborando con i musicisti Leandro Piccioni e Carlo Virzì. Nel 2010 scrive un commento sonoro per il lungometraggio "Un giorno di lavoro" pubblicato in DVD dalla Fondazione Cineteca Italiana.
Durante la sua carriera musicale ha collaborato tra gli altri con Avion Travel, Angelo Branduardi, Eugenio Finardi, Gianluca Grignani, New Trolls, Nuova Era,  Le Orme, Orchestra di Piazza Vittorio, Indaco, John Wetton, Javier Girotto, Renato Serio, Franz Di Cioccio, Mauro Pagani, Francesco Di Giacomo, Vittorio Nocenzi, Gianni Nocenzi, Rodolfo Maltese, Pierluigi Calderoni, Ernesto Bassignano, James Senese, Stefano Di Battista, Morgan, Federico Zampaglione, John De Leo, e moltissimi altri musicisti.

## Pubblicazioni
- L'arte del volo - Metodo didattico per lo studio della Teoria Musicale e del Solfeggio - Bardi Editore (2000)

## Discografia

### Album con Banco del Mutuo Soccorso
- No palco - CD - Sony Music (2003)
- Prog Exhibition - CD e DVD Live Compilation - Aereostella (2011)
- Quaranta - CD - Aereostella (2012)
- 40 Anni - CD e LP - Sony Music (2012)
- Darwin! Live - CD e LP - Sony Music (2013)
- Un'idea che non puoi fermare - CD e LP - Sony Music (2014)

### Album con Periferia del Mondo
- In ogni luogo, in ogni tempo - LP e CD - Comet Records (2000)
- Omaggio a Demetrio Stratos - CD Live Compilation - Mellow Records (2000)
- Un milione di voci - LP e CD - Comet Records (2002)
- Gouveia Art Rock 2004 - DVD Live Compilation - Portugal Progressivo (2005)
- Perif3ria Del Mondo - CD - Electromantic Music (2006)
- Perif3ria Del Mondo - CD - Aereostella (2011) (Ristampa del titolo precedente)
- Prog Exhibition - CD e DVD Live Compilation - Aereostella (2011)
- Nel regno dei ciechi - CD - Aereostella (2013)

### Progetti Personali e Collaborazioni
- Poco mossi gli altri bacini - CD - Sugar Music (2003) con gli Avion Travel
- Caterina va in città - CD e DVD Colonna Sonora - Minus Habens Records (2004) con Carlo Virzì
- La Omicidi - CD e DVD Colonna Sonora - Rai Trade (2005) con Leandro Piccioni
- Tracce Mediterranee - DVD - Terzo Millennio (2006) con Indaco
- AlMa - CD - Terre Sommerse (2009) con Massimo Alviti e Rodolfo Maltese
- Le immagini della musica - CD - (2009) con Massimo Alviti
- Sguardi al lavoro - DVD Colonna Sonora - Cineteca Italiana (2010) con Peppe D'argenzio (Avion Travel)
- La prima cosa bella - CD e DVD Colonna Sonora - RTI Music (2010) con Carlo Virzì
- A volte esagero - CD - Sony Music (2014) con Gianluca Grignani
- Se Dio vuole - DVD Colonna Sonora - Rai Cinema (2015) con Carlo Virzì
- La pazza gioia - DVD Colonna Sonora - Rai Cinema (2016) con Carlo Virzì